# Pic Cleveland
Pour les articles homonymes, voir Cleveland (homonymie).
Le pic Cleveland – ou Cleveland Peak en anglais – est un sommet montagneux américain situé dans le comté de Saguache, au Colorado. Il culmine à 4 089 mètres d'altitude dans le chaînon Sangre de Cristo. Protégé au sein de la Sangre de Cristo Wilderness, il marque la limite entre la réserve nationale des Great Sand Dunes au sud-est et la forêt nationale de Rio Grande au nord-ouest.